# Bataille d'Amba Jebeli
Batailles du Zemene Mesafent
Batailles
La bataille d'Amba Jebeli se déroule en mars 1854, entre l'armée de Kassa Hailou, futur Negusse Negest Téwodros II, et celle de Berrou Goshou du Godjam. Celui-ci, décidé à venger la mort de son père Goshou Zewde tué lors de la bataille de Gour Amba, est battu par les troupes de Téwodros. Berrou fuit mais se rend en mai 1854 et finit en prison pour quatorze ans.